# Núria Martínez i Barderi
Núria Martínez i Barderi (Banyoles, 24 de setembre de 1967) és una advocada i política catalana, diputada al Parlament de Catalunya en la V Legislatura.
Llicenciada en dret per la Universitat Autònoma de Barcelona. Militant d'Unió Democràtica de Catalunya (UDC), fou assistent parlamentària d'UDC al Parlament Europeu (1990-1995), regidora de l'ajuntament de Banyoles a les eleccions municipals de 1995 i 1999 i diputada per la circumscripció de Girona a les eleccions al Parlament de Catalunya de 1999 dins les llistes de CiU. Fou presidenta de la Comissió de l'Estatut dels Diputats del Parlament de Catalunya. El 1999 fundà la Fundació Drissa per a millorar la qualitat de vida dels malalts mentals, de la qual és directora. També és vocal de la Fundació Tutelar de les Comarques Gironines i tresorera de la Fundació Ammfeina.